# Emirato Adamawa

Situación aproximada de Adamawa, al sur de Kanem-Bornu y al sureste del califato de Sokoto.

Adamawa fue un tradicional emirato ubicado en lo que hoy es el estado de Adamawa, al este de Nigeria.
Lo fundó Modibbo Adama a principios del siglo XIX, que desplazó la capital varias veces antes de fijarla finalmente en Yola el año de 1841.
La británica Royal Niger Company estableció en tiendas campestres en esa localidad y, cuando el emir trató de expulsarla en 1901, la compañía tomó el poblado.
Adamawa fue repartida en 1901 entre la colonia británica de Nigeria y la alemana de Kamerun (Camerún). En 1919, tras la derrota alemana en la Primera Guerra Mundial, la parte camerunesa fue dividida entre los franceses y los ingleses. Los territorios del emirato a la larga volvieron a formar casi todo el norte de Camerún y parte del este de Nigeria.
9°09′N 10°00′E / 9.150, 10.000
- Datos: Q775550